# Ouratea tatei
Ouratea tatei là một loài thực vật có hoa trong họ Ochnaceae. Loài này được Gleason mô tả khoa học đầu tiên năm 1929.